# Apocryptus praeclarus
Apocryptus praeclarus är en stekelart som först beskrevs av Tosquinet 1903.  Apocryptus praeclarus ingår i släktet Apocryptus och familjen brokparasitsteklar. Inga underarter finns listade i Catalogue of Life.